# Стеноз сонної артерії
Стеноз сонної артерії - це звуження будь-якої частини сонної артерії, зазвичай викликане атеросклерозом. 

## Ознаки та симптоми
Загальна сонна артерія - це велика артерія, пульс якої можна промацати з обох боків шиї під щелепою. З правого боку вона починається від брахіоцефальної артерії (гілки аорти), а з лівого боку артерія відходить безпосередньо від дуги аорти. У горлі вона розгалужується на внутрішню та зовнішню сонну артерію. Внутрішня живить мозок, а зовнішня - обличчя. Ця розвилка є поширеним місцем для атеросклеротичного ураження, запального накопичення атероматозної бляшки всередині загальної сонної артерії або внутрішніх сонних артерій, що спричиняє їх звуження.  
Бляшка може бути стабільною і безсимптомною, або може бути джерелом емболізації. Емболи відриваються від бляшки і через систему кровообігу потрапляють у кровоносні судини мозку. Коли діаметр судини зменшується, ембол може застрягти в судини та обмежити кровотік до ділянок мозку. Ця ішемія може бути тимчасовою, спричиняючи транзиторну ішемічну атаку (ТІА), або постійною, що призводить до тромбоемболічного інсульту. 
Транзиторні ішемічні атаки є попереджувальною ознакою і можуть супроводжуватися важкими інсультами, особливо протягом перших двох днів. ТІА за визначенням тривають менше 24 годин і часто приймають форму слабкості або втрати чутливості кінцівки або тулуба на одній стороні тіла або втрати зору (amaurosis fugax) на одному оці. Менш поширеними симптомами є шуми в артеріях або дзвін у вухах (тинітус). 
У безсимптомних осіб із стенозом сонної артерії ризик розвитку інсульту вище, ніж у осіб без стенозу. Ризик інсульту, можливо, пов’язаний зі ступенем стенозу при візуалізації. Деякі дослідження виявили підвищений ризик із збільшенням ступеня стенозу  тоді як інші дослідження не змогли знайти такий зв’язок. 

## Патофізіологія
Атеросклероз викликає утворення бляшок у стінках сонної артерії, як правило, у розвилці, де загальна сонна артерія ділиться на внутрішню та зовнішню сонну артерію. Накопичення бляшок може звужувати просвіт артерії, такий стан називається стенозом. Розрив бляшки може призвести до вивільнення атеросклеротичних уламків або згустків крові в артерію. Шматочок цього матеріалу може відколотися та пройти (емболізувати) через внутрішню сонну артерію в мозок, де він блокує кровообіг і може спричинити загибель тканини мозку, стан, який називають ішемічним інсультом. 
Іноді стеноз спочатку викликає тимчасові симптоми, відомі як ТІА, коли тимчасова ішемія виникає в головному мозку або сітківці, не спричиняючи інфаркту.  Симптоматичний стеноз має високий ризик інсульту протягом наступних 2 днів. Рекомендації Національного інституту охорони здоров’я і досконалості допомоги (NICE) рекомендують людям із помірним або важким (50–99% блокада) стенозом і симптомами проводити «термінову» ендартеректомію протягом 2 тижнів. 
Коли бляшка не викликає симптомів, люди все ще мають вищий ризик інсульту, ніж загальна популяція, але не такий високий, як люди з симптоматичним стенозом. Частота інсульту, в тому числі летального, становить 1–2% на рік. Хірургічна смертність від ендартеректомії коливається від 1–2% до 10%. Два великих рандомізованих клінічних випробування продемонстрували, що операція на сонній артерії, виконана при 30-денному інсульті і ризиком смерті 3% або менше, принесе користь безсимптомним людям зі стенозом ≥60%, які, як очікується, проживуть щонайменше 5 років після операції.   Дослідники розходяться в думках щодо того, чи слід лікувати безсимптомні випадки лише фармакологічними засобами чи хірургічно. 
Загальна сонна артерія — це велика вертикальна артерія червоного кольору. Вона починається від дуги аорти (знизу). Сонна артерія поділяється на внутрішню сонну артерію та зовнішню сонну артерію . Внутрішня сонна артерія живить мозок. На цьому відділі часто утворюються бляшки і виникає звуження (стеноз). Деякі бляшки можуть відколотися та закупорити дрібні артерії, розташовані вище в мозку, що спричинить інсульт. Бляшки також можуть утворюватися в місці початку сонної артерії в аорті.

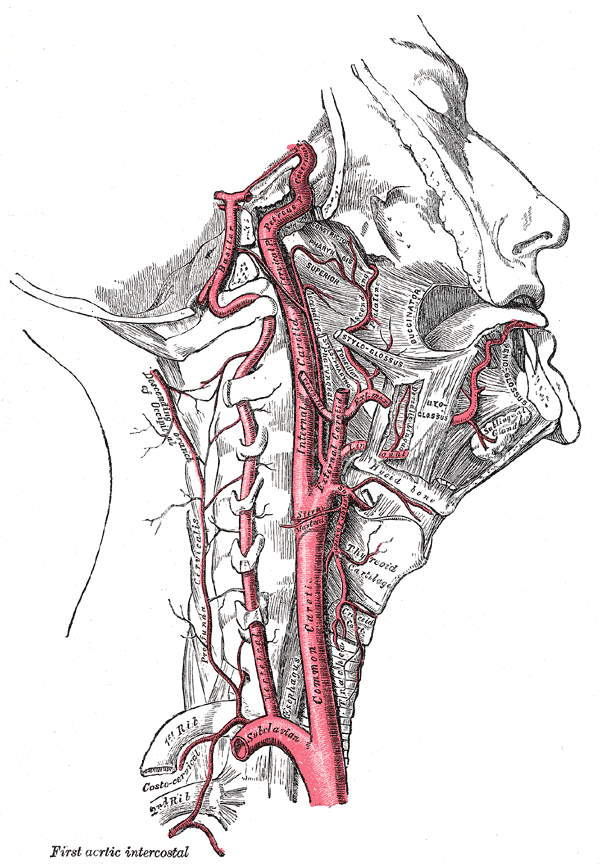
Сонні артерії
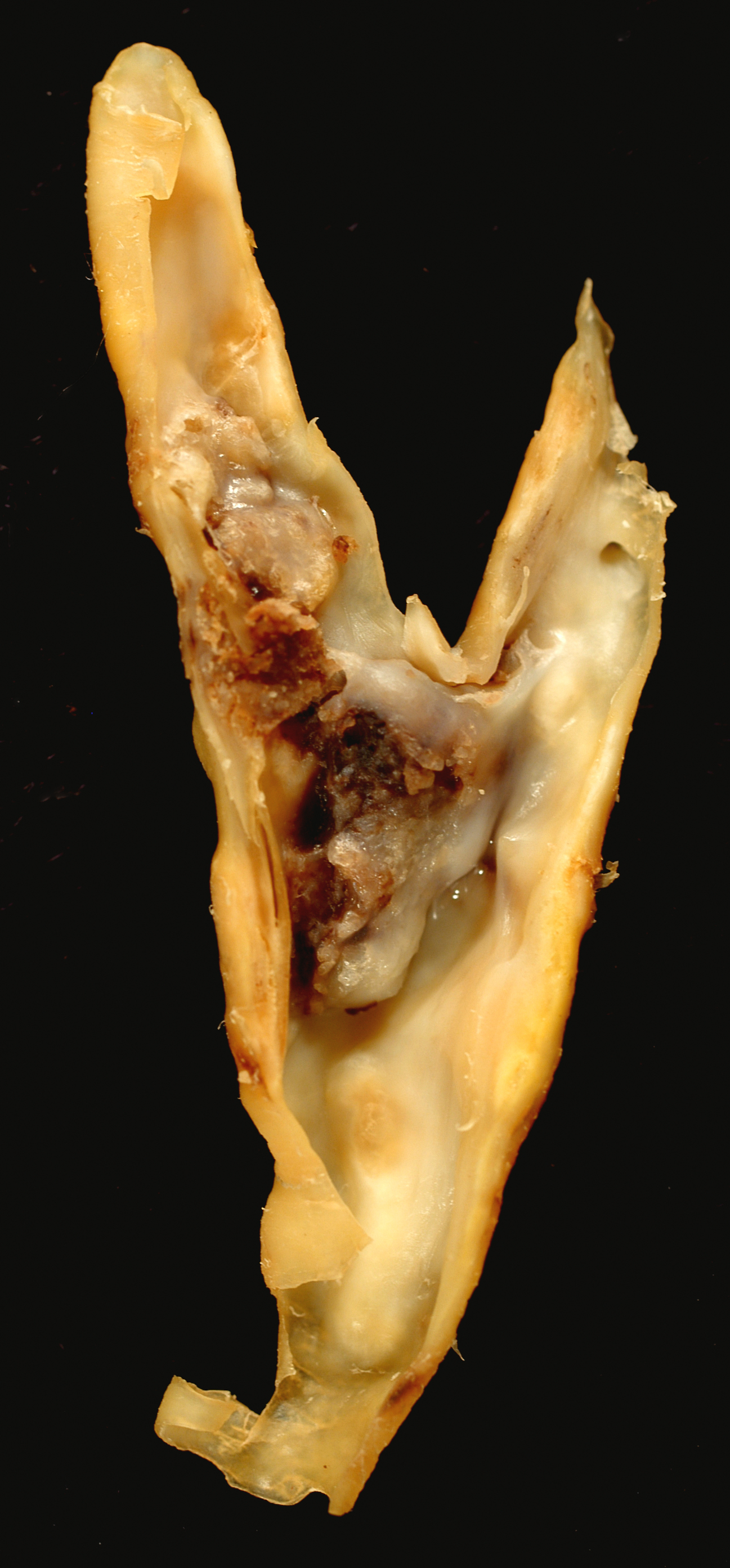
Ділянка сонної артерії з бляшкою. Кров тече із загальної сонної артерії (внизу) і ділиться на внутрішню сонну артерію (ліворуч) і зовнішню сонну артерію (праворуч). Атеросклеротична бляшка являє собою темне утворення зліва

## Діагностика

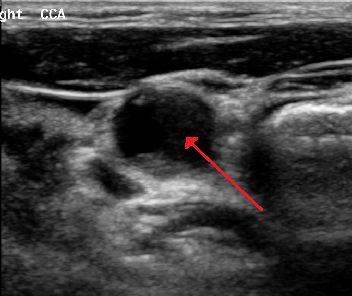
70% стеноз правої внутрішньої сонної артерії, як видно з УЗД. Стрілка позначає просвіт артерії.

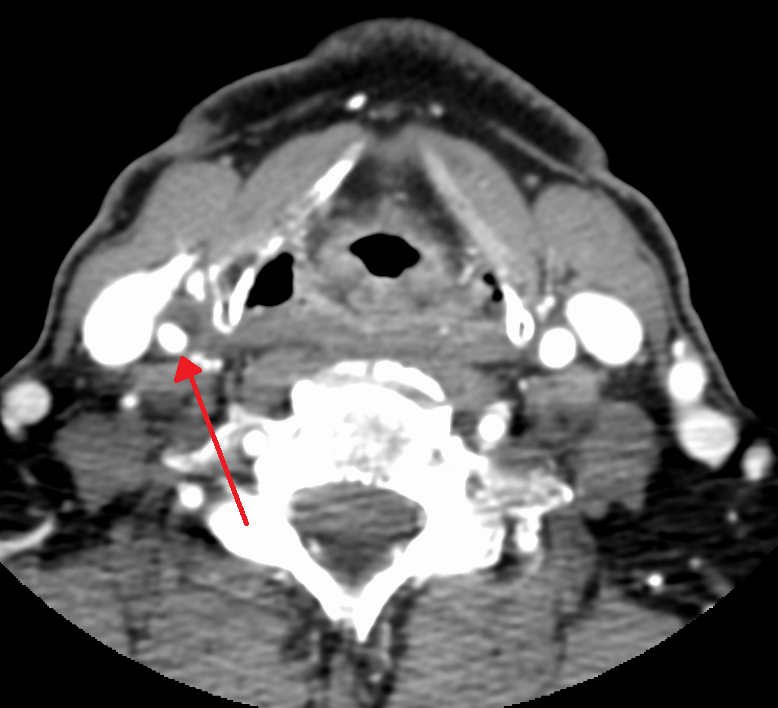
КТ-зображення 70% стенозу правої внутрішньої сонної артерії

Стеноз сонної артерії зазвичай діагностується за допомогою кольорового дуплексного ультразвукового сканування сонних артерій шиї. Воно не передбачає опромінення, голок і контрастних речовин, які можуть викликати алергічні реакції. Це дослідження має хорошу чутливість і специфічність. 
Як правило, дуплексне ультразвукове сканування є єдиним дослідженням, необхідним для прийняття рішення щодо стенозу сонної артерії, оскільки воно широко доступне та виконується швидко. Однак може знадобитися додаткова візуалізація, якщо стеноз не знаходиться поблизу біфуркації сонної артерії. 
Може бути корисним один із кількох різних методів візуалізації, наприклад КТ-ангіографія (КТА)    або МРТ-ангіографія (МРА). Кожен метод візуалізації має свої переваги та недоліки. МРА та КТА з контрастом протипоказані пацієнтам із хронічною хворобою нирок, катетерна ангіографія має від 0,5% до 1,0% ризику інсульту, інфаркту міокарда, ушкодження артерій або заочеревинної кровотечі. Вибір методу обстеження залежить від клінічної ситуації, досвіду експерта з візуалізації, наявного обладнання. 
На основі критеріїв NASCET (Північноамериканське дослідження симптоматичної каротидної ендартеректомії) ступінь каротидного стенозу визначається як: 
відсоток стенозу = (1 − (мінімальний діаметр у межах стенозу) / (постстенотичний діаметр)) × 100%.
Були розроблені калькулятори для полегшення класифікації каротидного стенозу за критеріями NASCET. 

### Скринінг
Станом на 2021 рік Робоча група з профілактичних послуг США рекомендує не проводити рутинний скринінг на стеноз сонної артерії у людей без симптомів. 
Хоча звичайний скринінг населення не рекомендується, Американська кардіологічна асоціація  і Товариство судинної хірургії  рекомендують скринінг тим, у кого діагностовано відповідні захворювання або мають фактори ризику захворювання сонної артерії.  Скринінг рекомендується людям, які мають:
- Судинні захворювання в інших частинах тіла, включаючи:
  - Захворювання периферичних артерій (ЗПА)
  - Ішемічну хворобу серця (ІХС)
  - Атеросклеротичну аневризму аорти (ААА)
- Два або більше з таких факторів ризику:
  - Високий кров'яний тиск (гіпертензія)
  - Високий рівень холестерину (гіперліпідемія)
  - Куріння тютюну
  - Сімейний анамнез – родичі першого ступеня, у яких діагностовано атеросклероз до 60 років або хто переніс ішемічний інсульт

Американська кардіологічна асоціація також рекомендує пройти скринінг, якщо лікар виявляє каротидний шум або шум над сонною артерією під час прослуховування через стетоскоп під час фізикального огляду. Для людей із симптомами Американська кардіологічна асоціація рекомендує початковий скринінг за допомогою ультразвуку.

## Лікування
Метою лікування стенозу сонної артерії є зниження ризику інсульту. Вид лікування залежить від тяжкості захворювання і включає:
- Зміни способу життя, включаючи припинення куріння, здорове харчування та зменшення споживання солі, втрату ваги та регулярні фізичні вправи.
- Ліки для контролю високого кров'яного тиску та високого рівня ліпідів у крові.
- Хірургічне втручання - реваскуляризація сонної артерії.

### Ліки
Клінічні рекомендації, наприклад, рекомендації Американської кардіологічної асоціації (AHA)  та Національного інституту здоров'я і досконалості допомоги (NICE),   рекомендують усім пацієнтам із каротидним стенозом призначати ліки для контролю судинних факторів ризику, як правило, препарати для зниження артеріального тиску (якщо у них гіпертензія), ліки від діабету (якщо у них діабет), а також рекомендують фізичні вправи, зниження ваги (якщо у них надмірна вага) і припинення куріння (для курців). Крім того, їм будуть корисні антитромбоцитарні препарати (такі як аспірин або клопідогрель) і препарати для зниження рівня холестерину (такі як статини, які спочатку призначалися через їхній ефект зниження холестерину, але також було встановлено, що вони зменшують запалення та стабілізують бляшки).

### Реваскуляризація
За даними Американської кардіологічної асоціації, втручання, окрім медичного лікування, ґрунтуються на наявності у пацієнтів симптомів:
- Безсимптомні пацієнти: потрібна оцінка тяжкості стенозу сонної артерії, наявності інших захворювань, очікуваної тривалості життя та іншиї індивідуальних факторів.
- Симптоматичні пацієнти: Американська кардіологічна асоціація/ Американська асоціація інсульту рекомендує пацієнтам, які перенесли транзиторну ішемічну атаку або гострий ішемічний інсульт, який не викликає важкої інвалідності, пройти хірургічне втручання, якщо це можливо. [28] [29]

Усі втручання для каротидної реваскуляризації (каротидна ендартеректомія, каротидне стентування та транскаротидна реваскуляризація) несуть певний ризик інсульту. Однак, втручання може бути корисним, якщо ризик інсульту, не зважаючи на проведене нехірургічне лікування, з часом залишається високим. Було встановлено, що стентування сонної артерії та каротидна ендартеректомія мають однакові переваги у пацієнтів із тяжким ступенем стенозу сонної артерії.  